# Huracán Sally
El huracán Sally fue un huracán destructivo en el Atlántico que se convirtió en el primer huracán en tocar tierra en el estado estadounidense de Alabama desde el huracán Iván en 2004. La decimoctava tormenta nombrada y el séptimo huracán de la extremadamente activa temporada de huracanes del Atlántico de 2020, Sally se formó a partir de un área de clima alterado que fue monitoreada por primera vez sobre las Bahamas el 10 de septiembre de 2020. El sistema creció en un área amplia de baja presión el 11 de septiembre y fue designado como depresión tropical a las 18:00 UTC de ese día. Temprano al día siguiente, la depresión tocó tierra cerca de Cutler Bay, Florida y posteriormente se fortaleció en la tormenta tropical Sally al mediodía. 
La cizalladura moderada del noroeste impidió una intensificación significativa durante los primeros dos días, pero la convección continuó creciendo hacia el centro y Sally se intensificó lentamente. El 14 de septiembre, se produjo una reforma del centro en el centro de la convección, y los datos de un avión de reconocimiento de cazadores de huracanes mostraron que Sally se intensificó rápidamente hasta convertirse en un fuerte huracán de categoría 1. Sally continuó intensificándose un poco, sin embargo, un aumento en la cizalladura del viento y el afloramiento de aguas más frías debilitaron a Sally ligeramente el 15 de septiembre. A pesar de este aumento en la cizalladura del viento, se volvió a intensificar inesperadamente, alcanzando el estado de categoría 2 a principios del 16 de septiembre antes de tocar tierra en intensidad máxima a las 09:45 UTC del 16 de septiembre cerca de Gulf Shores en Alabama, con vientos máximos sostenidos de 175 km/h (110 mph) y una presión de 965 mbar.
Se emitieron numerosas alertas y advertencias en previsión de la inminente aproximación de Sally y se evacuaron varios condados y parroquias de la costa del Golfo. En el sur de Florida, las fuertes lluvias provocaron inundaciones repentinas localizadas, mientras que el resto de la península vio actividad continua de lluvias y tormentas debido a la estructura asimétrica de Sally. El área entre Mobile en Alabama y Pensacola en Florida, se llevó la peor parte de la tormenta con daños generalizados por viento, inundaciones por marejadas ciclónicas y más de 510 mm (20 pulgadas) de lluvia. También ocurrieron varios tornados. Se estima que el total de daños es de al menos $7.3 mil millones y se han confirmado al menos nueve muertes.

## Historia meteorológica

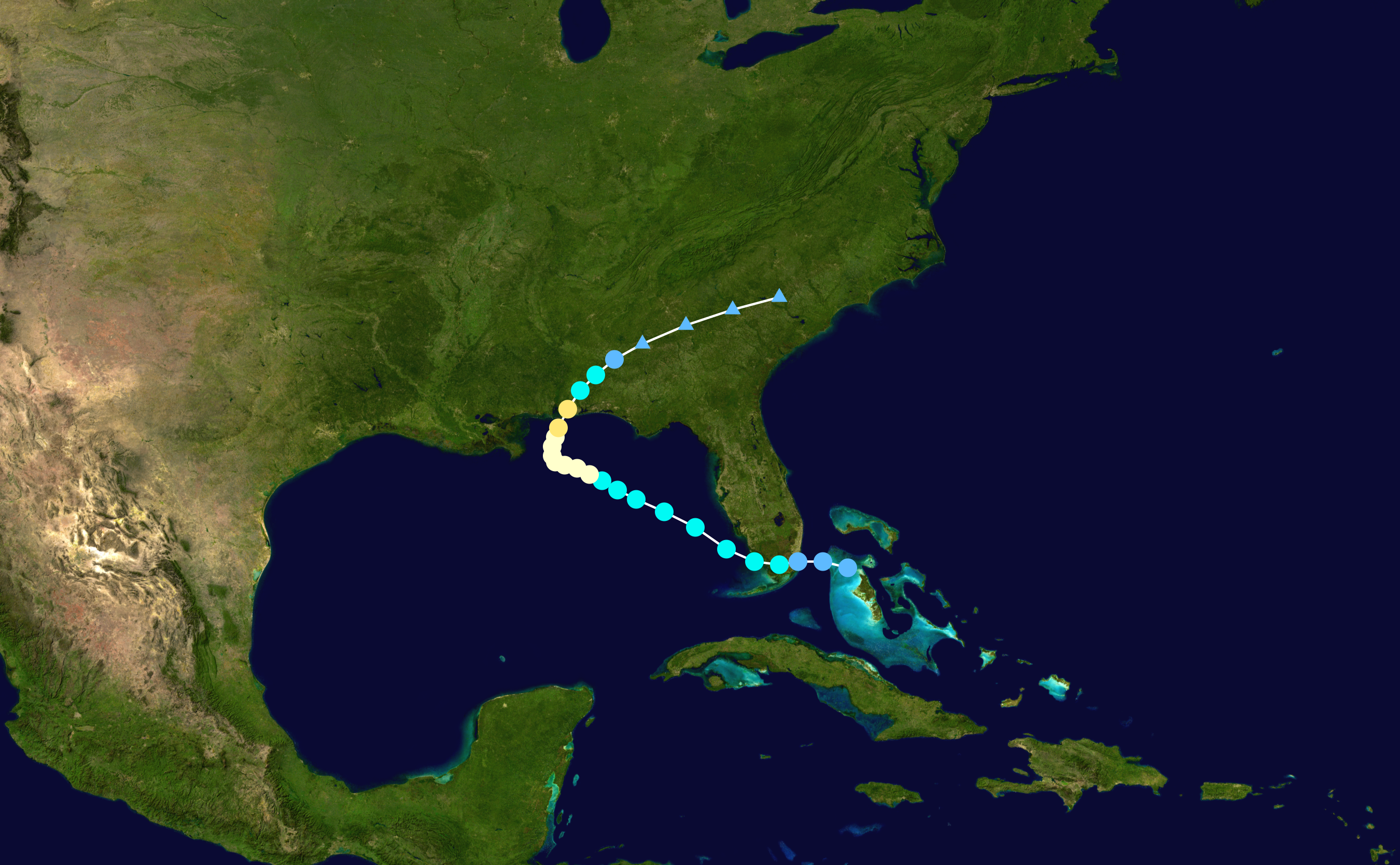
Mapa que traza la trayectoria y la intensidad de la tormenta, de acuerdo con la escala de huracanes de Saffir-Simpson

El 4 de septiembre, se formó una vaguada en la superficie en el lado sur y suroeste de la entonces depresión tropical Omar cerca de las Bermudas. Omar se disipó al día siguiente y sus restos se movieron hacia el noreste, mientras que la vaguada se movió lentamente hacia el sur-suroeste sobre el Atlántico occidental durante los siguientes días, mostrando pocos o ningún signo de organización. A las 00:00 UTC del 10 de septiembre, el NHC comenzó a monitorear el área de clima alterado que estaba sobre las Bahamas para un posible desarrollo. Durante los dos días siguientes, la convección aumentó rápidamente, se organizó mejor y formó una amplia zona de baja presión el 11 de septiembre. A las 18:00 UTC, el sistema se había organizado lo suficiente como para ser designado como Depresión Tropical Diecinueve. A las 06:00 UTC del 12 de septiembre, la depresión tocó tierra cerca de Cutler Bay, Florida, con vientos de 55 km/h (35 mph) y una presión de 1003 mbar. El sistema mantuvo su fuerza mientras se movía hacia el oeste sobre Florida, pero el Centro Nacional de Huracanes (NHC) notó que un fuerte estallido convectivo cerca del centro del ciclón se había debilitado considerablemente. A pesar de esto, la depresión se fortaleció sobre la tierra y se convirtió en la tormenta tropical Sally a las 12:00 UTC de ese mismo día mientras estaba sobre los Everglades, convirtiéndose en la primera tormenta tropical o subtropical número 18 en una temporada de huracanes en el Atlántico, superando la antigua marca del 2 de octubre, que fue establecida previamente por el Huracán Stan en 2005. Cuando Sally se movió mar adentro en el Golfo de México alrededor de las 15:00 UTC y giró hacia el norte-noroeste, se fortaleció un poco más a 95 km/h (60 mph) a las 12:00 UTC del 13 de septiembre antes de que la cizalladura hacia el noroeste de un nivel bajo cercano detuviera su intensificación y le dio al sistema una apariencia cortada. A medida que la cizalla se relajó un poco y se volvió hacia el oeste, una gran explosión de convección y una reforma del centro hicieron que Sally se intensificara rápidamente en un huracán a las 12:00 UTC del 14 de septiembre antes de alcanzar su intensidad máxima inicial con vientos de 140 km/h (85 mph) y una presión de 986 mbar. 
Este aumento de fuerza no duró más de seis horas después, ya que otro aumento en la cizalladura del viento y el afloramiento de aguas más frías causado por la cámara lenta de la tormenta debilitó a Sally un poco temprano el 15 de septiembre. A pesar de su debilitamiento, Sally comenzó a desarrollar un ojo irregular, como se muestra en las imágenes del radar, aunque estaba abierto en su lado sur. Sally continuó manteniendo su intensidad mientras desaceleraba tremendamente y serpenteaba primero antes de girar hacia el norte, moviéndose a solo 2 mph (3.2 km/h), aunque su presión continuó cayendo. Inesperadamente, cuando Sally se acercó a la costa, su ojo rápidamente se volvió mejor definido y repentinamente comenzó a reintensificarse. En solo seis horas desde las 00:00 UTC hasta las 06:00 UTC del 16 de septiembre, Sally había pasado de ser un huracán de categoría 1 de 140 km/h (85 mph) a un huracán categoría 2 de gama alta de 175 km/h (110 mph) de vientos sostenidos. Alrededor de las 09:45 UTC, Sally tocó tierra cerca de Gulf Shores, Alabama, con intensidad máxima con vientos máximos sostenidos de 175 km/h (110 mph) y una presión central mínima de 965 mbar. El ojo de Sally desapareció rápidamente cuando la tormenta se debilitó rápidamente mientras avanzaba lentamente hacia el interior. Se degradó a huracán de categoría 1 a las 13:00 UTC y luego a tormenta tropical a las 18:00 UTC de ese día. Sally se debilitó aún más a una depresión tropical a las 06:00 UTC del 17 de septiembre antes de convertirse en extratropical a las 12:00 UTC de ese día sobre Alabama. La baja continuó hacia el noreste frente a la costa de las Carolinas, antes de perder su identidad dentro de un frente frío alrededor de las 12:00 UTC del 18 de septiembre.

## Preparaciones

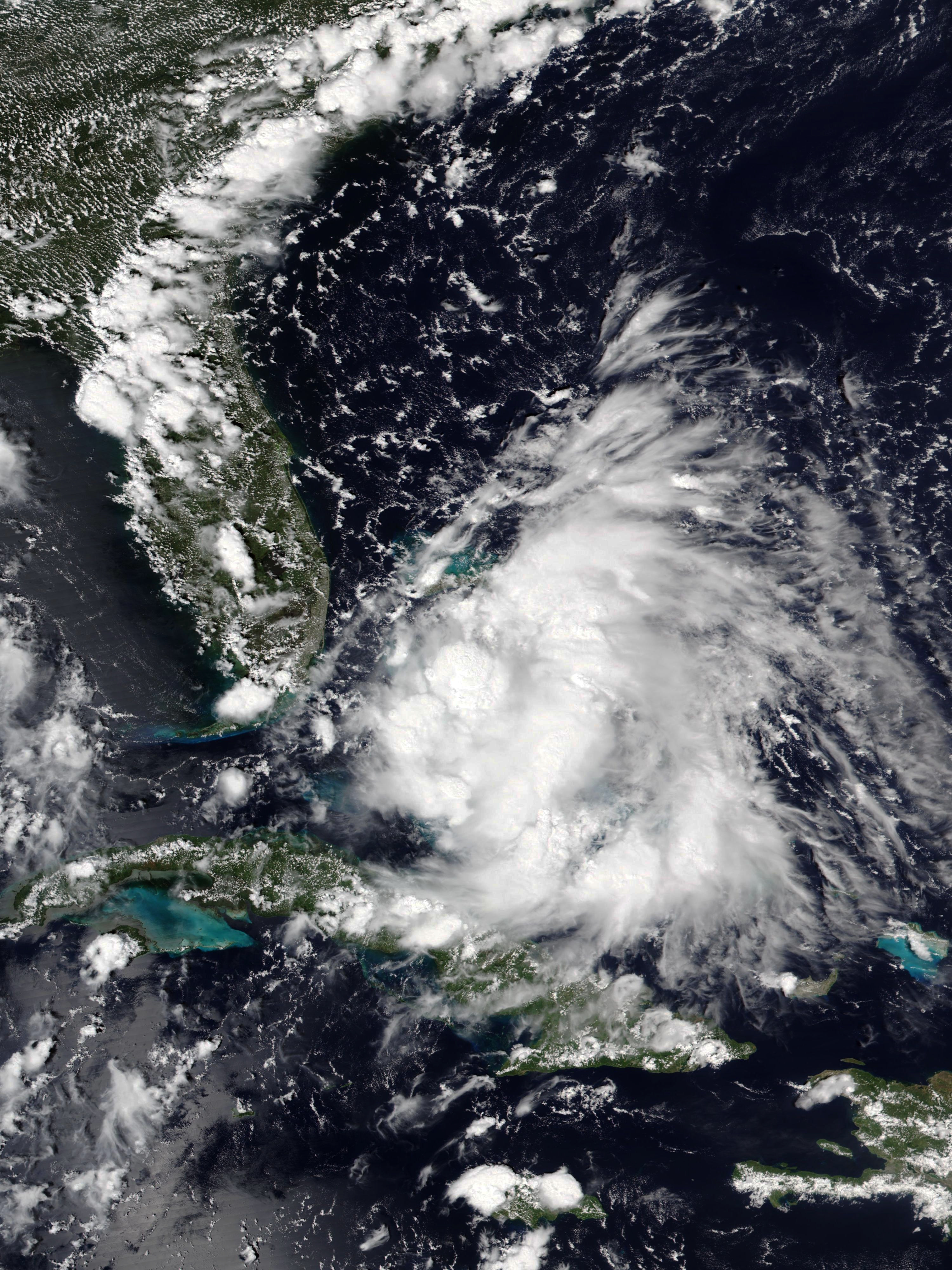
La Depresión Tropical Diecinueve poco después de su formación el 11 de septiembre

Debido a la posibilidad de que la tormenta tocara tierra como tormenta tropical, se emitió una alerta de tormenta tropical para la costa del sureste de Florida desde el sur de Jupiter Inlet hasta el norte de Ocean Reef cuando las advertencias se emitieron por primera vez a las 21:00 UTC del 11 de septiembre. A las 03:00 UTC del 12 de septiembre, se emitió otra alerta de tormenta tropical para la Península de Florida desde el río Ochlockonee hasta la línea del condado de Okaloosa/Walton. Ese mismo día, se emitieron numerosas alertas de marejada ciclónica, tormenta tropical y huracán para una gran parte de la costa del Golfo de Estados Unidos al este de Nueva Orleans a las 21:00 UTC, tres horas después del nombre de Sally. Muchos de estos relojes se actualizaron luego a advertencias a las 09:00 UTC del 13 de septiembre y se emitieron más alertas y advertencias en las horas siguientes. Se emitieron varias alertas de tornado e,
inundaciones repentinas.
Se declararon estados de emergencia en los estados de Louisiana, Misisipi y Alabama en preparación para la llegada de Sally. También se declararon emergencias en las parroquias de East Baton Rouge y St. Bernard en los condados de Louisiana y Escambia, Santa Rosa y Okaloosa en Florida, así como en Nueva Orleans y Pensacola, Florida.

### Luisiana
El alcalde de Nueva Orleans, LaToya Cantrell, emitió una evacuación para áreas fuera del sistema de diques de la ciudad, debido a la esperada marejada ciclónica. El gobernador de Luisiana declaró el estado de emergencia para todo el estado, que aún se estaba recuperando de los devastadores efectos del Huracán Laura apenas tres semanas antes. Varias parroquias y zonas fueron sometidos a una orden de evacuación, incluyendo todas St. Charles Parish , y parte de la parroquia de Orleans, Jefferson Parish, Plaquemines y la Parroquia San Juan Bautista. Se abrieron refugios mientras que las clases de escuelas públicas y universidades se cancelaron en todo el sureste de Louisiana para el 15 de septiembre. FEMA declaró que traerían recursos adicionales a Louisiana para las secuelas de la tormenta y no desviarán recursos de los esfuerzos de socorro del Huracán Laura. Lakeshore Drive a lo largo del lago Pontchartrain también se cerró antes de la tormenta.

### Mississippi

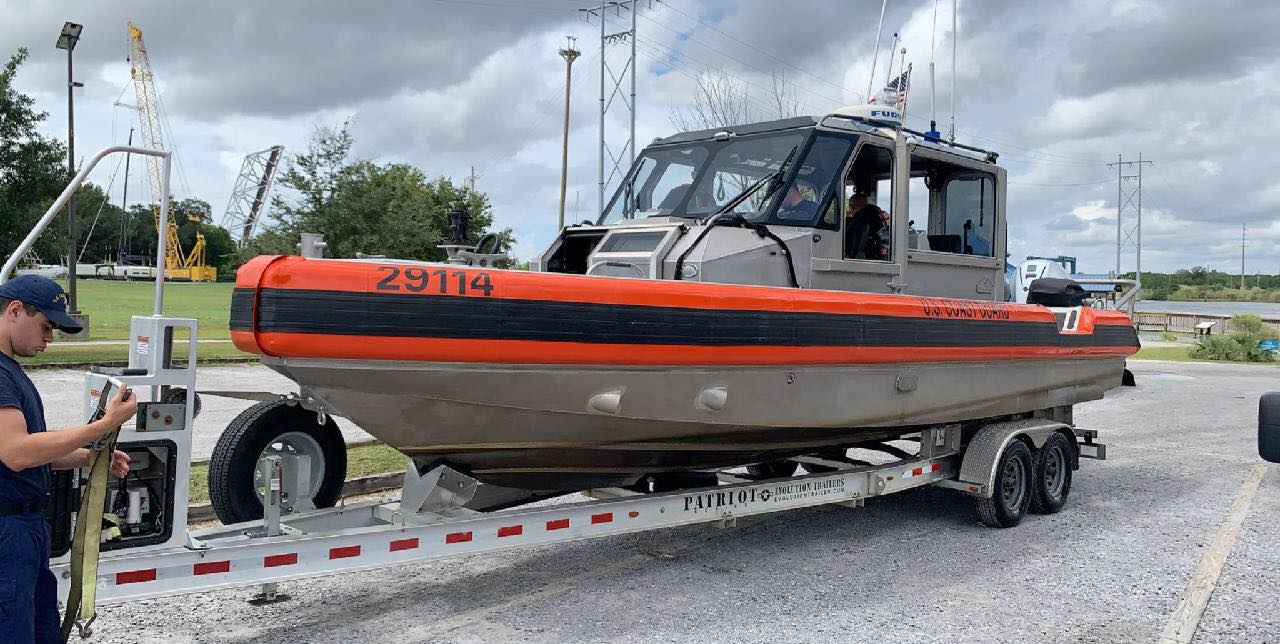
La Guardia Costera Estadounidense se prepara para lanzar un bote de rescate para posibles operaciones de rescste

El estado de emergencia fue declarado la noche del domingo 13 de septiembre de 2020. El gobernador de Misisipi, Tate Reeves, instó a los residentes a prepararse para Sally, que dijo que podría producir hasta 20 pulgadas (51 cm) de lluvia en la parte sur del estado. Se abrieron algunos refugios, aunque los funcionarios instaron a las personas que estaban evacuando a quedarse con amigos, familiares o en hoteles, si es posible, debido a la amenaza de propagación del coronavirus. Se ordenaron evacuaciones obligatorias para partes del condado de Harrison y el condado de Hancock.

### Alabama
El gobernador de Alabama, Kay Ivey, cerró todas las playas de la costa y pidió la evacuación de las áreas bajas y propensas a inundaciones. Además, el alcalde de Dauphin Island, Jeff Collier, animó encarecidamente a todas las personas a evacuar el extremo oeste después de que el agua comenzara a invadir la carretera principal. El gobernador Kay Ivey declaró el estado de emergencia el 14 de septiembre de 2020, ya que las escuelas públicas y las clases universitarias fueron canceladas o movidas en línea en anticipación a la tormenta.

## Impacto

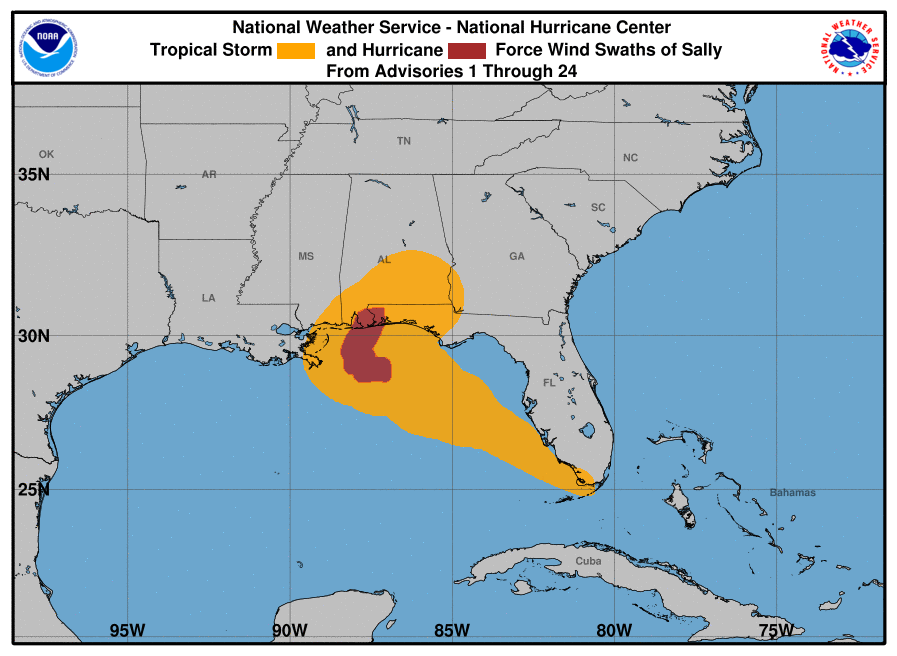
Mapa que muestra los vientos de tormenta tropical en naranja y los vientos de huracán en rojo del Huracán Sally.

La reintensificación y la trayectoria repentina hacia el este de Sally antes de tocar tierra tomó a muchos por sorpresa. Además, el lento movimiento de la tormenta provocó que las áreas costeras entre Mobile, Alabama y Pensacola, Florida, estuvieran en el muro del ojo norte durante horas. Más de 500.000 clientes en Louisiana, Alabama, Florida y Georgia se quedaron sin electricidad y partes de la I-10 , incluido el puente de la bahía de Escambia, fueron cerradas. Advertencias generalizadas de tornados, trombas marinas , tormentas eléctricas severas e inundaciones repentinas se emitieron, incluidas varias emergencias por inundaciones repentinas. Sally fue la tormenta más destructiva que azotó la región fronteriza de Alabama-Florida en casi 20 años, que incluyó el condado de Baldwin en Alabama y Condado de Escambia en Florida.

### Florida
.

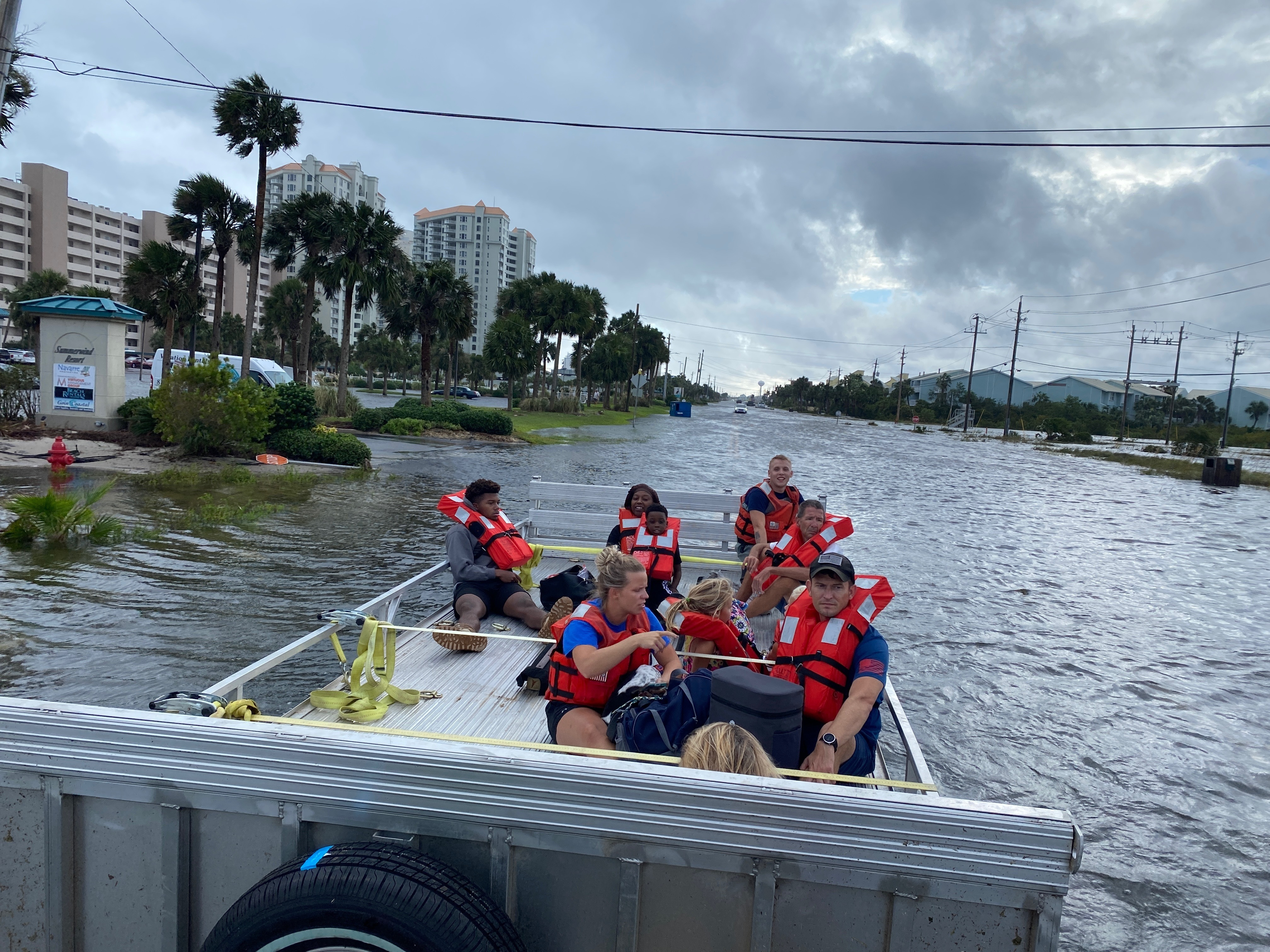
Personas tras ser rescatadas por un equipo de respuesta de la guardia costera en Navarre, Florida

Debido a la estructura asimétrica de Sally, casi toda Florida vio actividad continua de lluvias y tormentas eléctricas a partir del 12 de septiembre. Una supercelda de techo bajo en las bandas exteriores de Sally provocó una advertencia de tornado al este de Tampa cerca de Sebring el 12 de septiembre. Al día siguiente, otra tormenta provocó dos advertencias de tornado en el suroeste del condado de Lee. También se emitieron varias advertencias marinas especiales para la costa de Florida debido a posibles trombas marinas. Un tornado EF0 al sur de Marianna dañó un cobertizo y varios árboles, incluidos que fueron derribados. Sally causó fuertes lluvias e inundaciones moderadas en el sur de Florida y los Cayos de Florida, con casi 8.5 pulgadas (220 mm) cayendo sobre Marathon, más de 10 pulgadas (250 mm) en Key West y alcanzando un máximo de 12 pulgadas (300 mm) en Key Matecumbe. Se informaron ráfagas con fuerza de tormenta tropical en partes del área metropolitana de Miami.
El área de Panhandle sufrió la peor parte de la tormenta en Florida. En el condado de Escambia, que incluye a Pensacola, el alguacil mantuvo a los agentes de policía fuera para ayudar a los residentes "el mayor tiempo posible físicamente". Tiger Point vio 36 pulgadas (91 cm) de lluvia, mientras que Bellview vio 30 pulgadas (76 cm). En la propia Pensacola, cayeron más de 61 cm (24 pulgadas) de lluvia y las inundaciones por marejada ciclónica alcanzaron 1,7 m (5,6 pies), la tercera marejada más alta jamás registrada en la ciudad. Muchas calles se inundaron y varios automóviles estacionados se totalizaron cuando el agua entró en sus motores. Se produjo una rotura de la tubería de agua en la cercana Pensacola Beach lo que provocó que los funcionarios aconsejen a los residentes que llenen sus bañeras con agua. La ciudad de la Panama City informó sobre la liberación de aguas residuales sin tratar de varios lugares debido a las inundaciones del huracán Sally, lo que llevó al Departamento de Salud de Florida a emitir avisos en contra de nadar en la Panama City hasta nuevo aviso. En Pensacola, un navegante de 27 años desapareció cuando salió de su casa en un jon de 12 pies, en un intento de encontrar el bote de pontones de su madre que se soltó por las fuertes corrientes y los vientos azotadores provocados por el huracán; una semana después de su desaparición, su cuerpo fue encontrado arrastrado a la orilla cerca del Parque Recreativo Blue Angel. Otra persona en Pensacola también murió después de sucumbir a la intoxicación por monóxido de carbono por el uso de generadores interiores. Se descubrió el cuerpo de otro navegante desaparecido, una kayakista de 45 años que también había desaparecido en el punto álgido de la tormenta, lo que marca la tercera muerte de Pensacola y el estado de Florida. El río Shoal en el condado de Okaloosa vio su nivel más alto en 20 años como resultado de toda la lluvia que cayó de Sally. Esto resultó en la evacuación de partes de Crestview, Florida y el cierre de los puentes en la I-10 y FL-85 al tráfico.

### Alabama

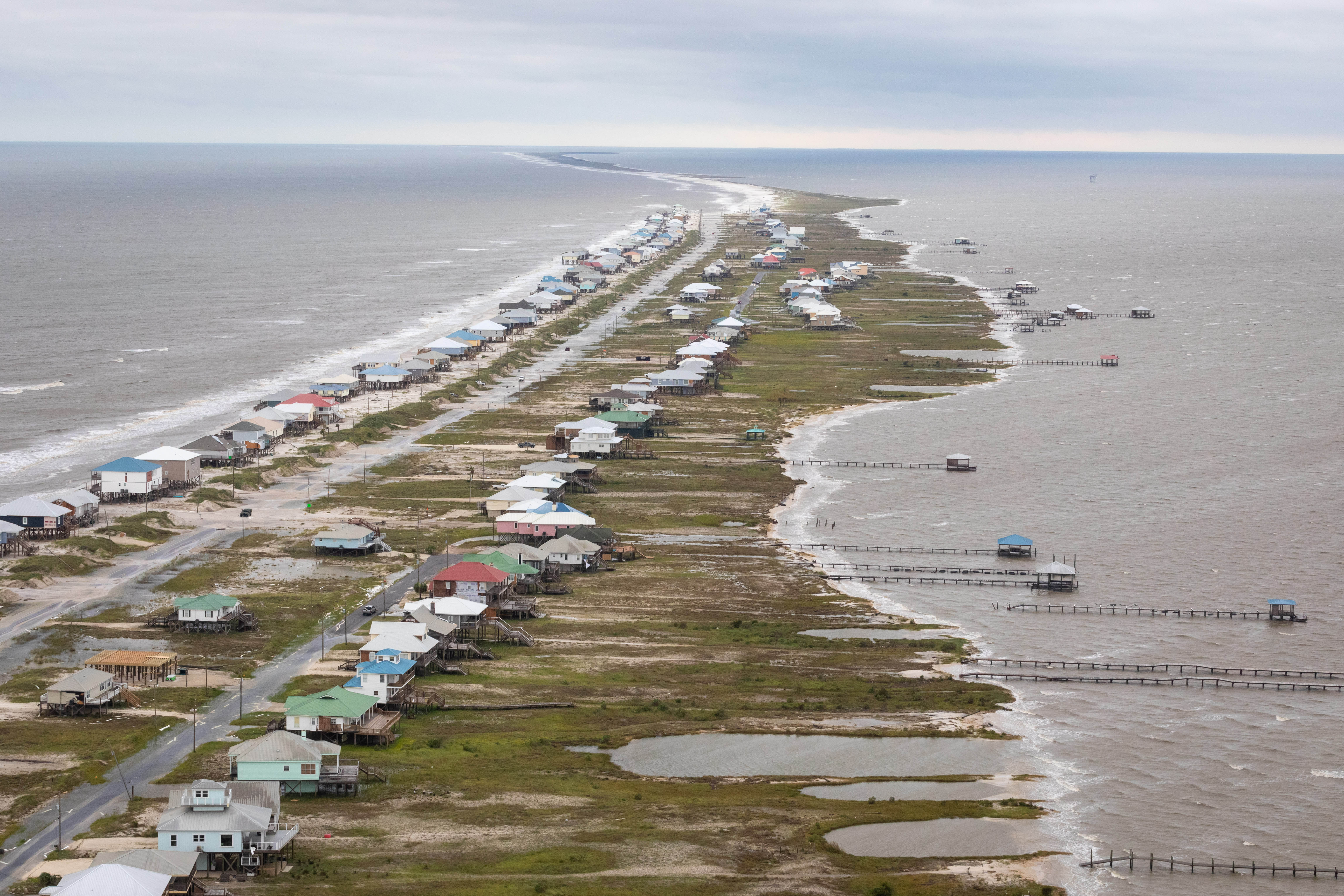
Agentes de Aduanas y Protección Fronteriza analizan los daños causados por el Huracán Sally cerca de Mobile, Alabama el 16 de septiembre de 2020.

El flujo continuo en tierra desde Sally provocó inundaciones por marejada ciclónica en la Dauphin Island a principios del 14 de septiembre. Dos casinos fluviales desocupados en Bayou La Batre cerca de Mobile se soltaron debido a la acción constante de las olas y uno de ellos golpeó un muelle. Fort Morgan, Alabama informó una ráfaga de viento de 121 millas por hora (195 km/h) mientras que Mobile informó una ráfaga de viento de 83 millas por hora (134 km/h). Se registraron daños estructurales importantes en el punto de llegada a tierra en Gulf Shores y Mobile. Un muelle en Gulf Shores que fue destruido por el Huracán Iván en 2004 fue parcialmente destruido nuevamente por la marejada ciclónica de Sally pocos días después de que reabriera después de las renovaciones. También hubo varios informes de daños a condominios en Gulf Shores y algunos fueron destruidos. Una gasolinera fue destruida en Spanish Fort, Alabama. Se informaron varios desbordamientos de aguas residuales en todo el condado de Mobile después de las fuertes lluvias del huracán Sally, que causaron contaminación en Dog River y Rabbit Creek.

El Huracán Sally tocando tierra en Gulf Shores, Alabama

Dos hombres de 72 y 82 años murieron en el condado de Baldwin, una muerte fue por ahogamiento y otra fue por intoxicación con monóxido de carbono. Un hombre de 33 años murió en Foley durante el proceso de limpieza de la tormenta después de que un árbol le cayera encima. Más de 2.000 postes rotos y 4.300 árboles en las líneas eléctricas dejaron sin electricidad a más de 71.000 hogares y negocios en el sur y centro del condado de Baldwin, lo que representa el 95% del área de servicio de una cooperativa eléctrica local , Baldwin EMC. Solo 5 de las 22 subestaciones permanecieron en servicio al día siguiente de la tormenta. Dos días después de tocar tierra, el 18 de septiembre, el gobernador de Alabama, Kay Ivey dijo en una conferencia de prensa que 103.000 clientes seguían sin electricidad en el condado de Baldwin y otros 60.000 en el condado de Mobile. Cinco días después de tocar tierra, Baldwin EMC había restaurado la energía a cerca de 60.000 metros, lo que representa el 75% de sus abonados, pero 18.197 metros permanecieron sin electricidad.

### En otras partes

Los restos de Sally afectan a las Carolinas.

Los vientos de las bandas exteriores de Sally hicieron que el lado sur del lago Pontchartrain en Louisiana se desbordara, inundando Lakeshore Drive. Sin embargo, no se reportaron daños graves ya que la tormenta se desvió más hacia el este de lo que se pronosticó originalmente. Sally trajo inundaciones a Misisipi, con las peores en el condado de Jackson. En el pico de la tormenta, más de 10,000 personas estaban sin electricidad a lo largo de la costa del golfo. La policía de Pascagoula informó sobre líneas eléctricas y semáforos caídos en la ciudad y un corte de energía en el lado este de la ciudad. Algunas partes del sur de Misisipi también informaron árboles y letreros caídos. Se esperaba que el daño general en Misisipi fuera mucho mayor, pero se redujo porque la tormenta se desplazó hacia el este. En Georgia, se confirmaron seis tornados y en el suroeste de Atlanta un hombre de 30 años murió el 16 de septiembre después de que un gran roble cayó sobre dos casas y varios automóviles. Otras dos muertes ocurrieron en el área metropolitana de Atlanta, una en el condado de Cobb, donde un hombre perdió la vida después de que una carretera resbaladiza hizo que el conductor perdiera el control de su vehículo y golpeara la parada del autobús y una mujer de 71 años de edad murió cerca de Snellville, condado de Gwinnett cuando un árbol cayó sobre ella mientras caminaba con su perro. En Carolina del Norte y Carolina del Sur, también se confirmaron 15 tornados más. Los restos del huracán Sally afectaron el norte de Noruega, provocando tormentas e impidiendo que los vehículos cruzaran la autopista E6 en el municipio de Rana.

## Repercusiones
La tormenta provocó cortes de energía generalizados en todo el condado de Baldwin. La restauración del poder tardó varios días en volver al 100%. Las ciudades de Gulf Shores y Foley sufrieron los daños más extensos en el condado de Baldwin. Debido a la gran cantidad de daños en la ciudad, se impuso un toque de queda en Mobile, Alabama, a partir del 16 de septiembre. Inmediatamente después de la tormenta, Cajun Navy, una organización de rescate sin fines de lucro, comenzó a inspeccionar los daños en Alabama. La industria agrícola de Alabama, que ya estaba bajo presión debido a impactos relacionados con la COVID-19, sufrió otro golpe devastador con muchos campos de agricultores completamente inundados, cultivos destrozados y estructuras destruidas. Los fuertes vientos y las fuertes lluvias devastaron los cultivos, dejando a muchos agricultores en todo el estado sin esperanzas de una cosecha exitosa.